# Mercedes-Benz N1300

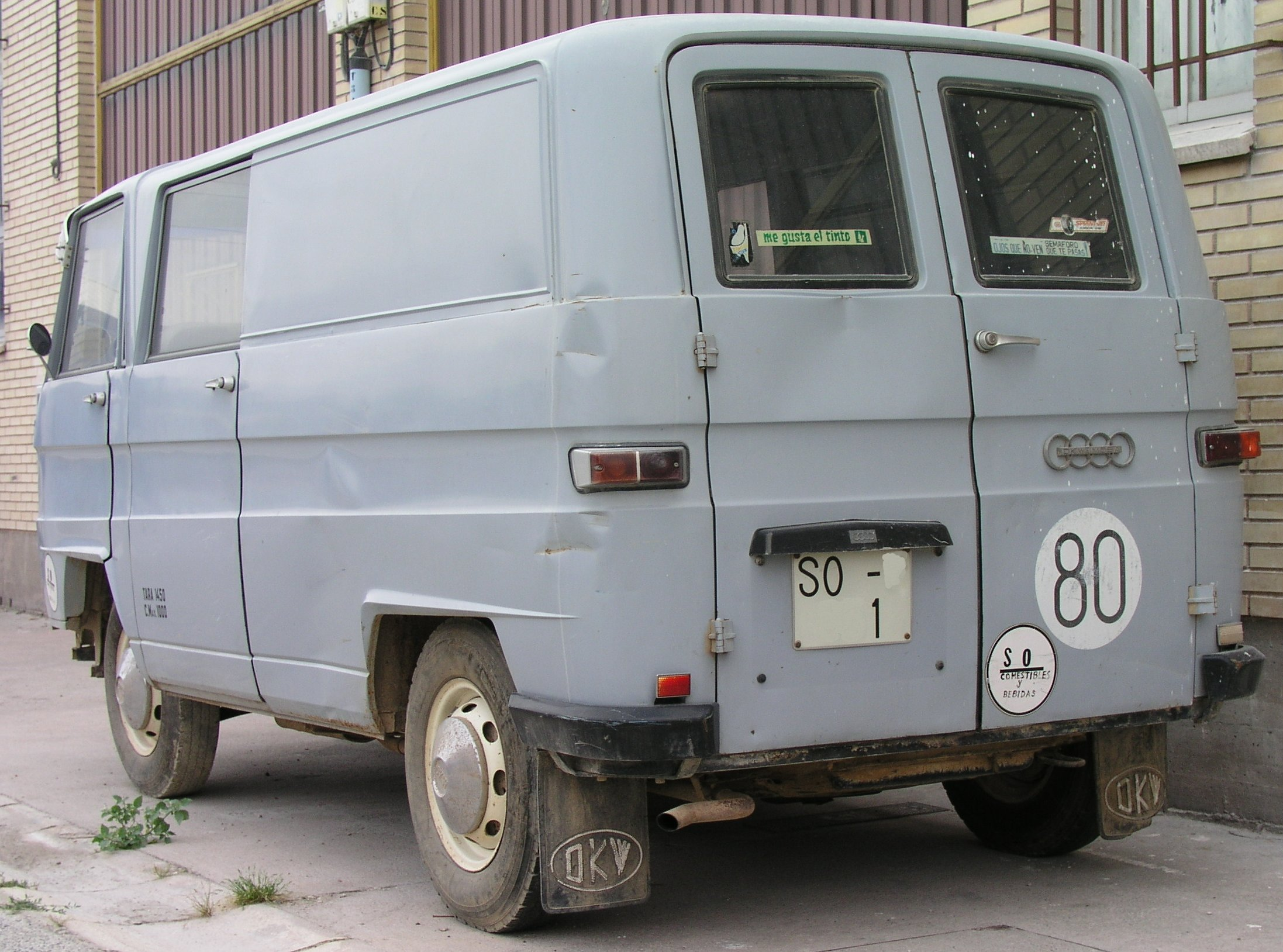
Furgón DKW-IMOSA F 1000.

La Mercedes-Benz N1300 es un vehículo comercial ligero basado en la DKW F1000 L o DKW-IMOSA F1000, manufacturado por la filial española IMOSA (Industrias del Motor S.A.) en la fábrica que la marca tenía en Vitoria. La carrocería fue originalmente diseñada por Carrozzeria Fissore en 1963, en tres versiones diferentes: furgón de carga, furgón de pasajeros con ventanas, y chasis con cabina. La carga máxima admitida fue de 1000 kilos, más el conductor, y la velocidad máxima en las mejores condiciones era de 100 km/h. 
La DKW F1000 fue el sucesor moderno con toda la carrocería nueva del DKW F89 L, en 1975 el modelo Mercedes-Benz N1000 y posteriormente el N1300 sustituyeron a las DKW F1000 L y en 1987 se lanzó el modelo sucesor Mercedes-Benz MB 100.

## Historia
En 1963 se ampliaron notablemente las instalaciones de IMOSA para el lanzamiento de un nuevo modelo que reemplazara al DKW F89 L y sus derivados, la 800s y la 700p. Las primeras unidades iban equipadas con un motor de gasolina DKW de 3 cilindros en línea y dos tiempos (981 cc, 38 hp (28 kW) a 4200 rpm). Estas serían comercializadas con el nombre de F-1000-L y se fabricarían 14.525 unidades. Dado que a nivel internacional empezaban a aparecer furgonetas con mecánicas de seis cilindros, la DKW se encontraba en desventaja; como medida publicitaria minimizando este inconveniente, se empezó a decorar los vehículos con el anagrama 3=6, dando a entender que el equilibrado de su motor de dos tiempos y tres cilindros era igual que el de un motor de 4 tiempos y seis cilindros. 
Un año más tarde se incorporó por primera vez a esta furgoneta DKW un motor diésel, dando así lugar al modelo modelo más popular, el F-1000-D del que se fabricarían 88.002 unidades entre 1964 y 1975. Las primeras unidades iban propulsadas por motores Mercedes-Benz fabricados en Alemania, hasta que ENMASA en Barcelona comenzó a fabricar bajo licencia de Daimler-Benz AG el motor OM 636 de 1.8 litros con potencia de 43 hp (32 kW) a un régimen máximo de 3.500 rpm.
Esta fecha tuvo una gran transcendencia para el futuro de la empresa actual, pues dio origen a la colaboración entre IMOSA y Mercedes. 
Entre 1974 y 1975 se fabricaron 5.009 de la F-1000-E, una actualización sobre la F-1000-D con alternador, servofreno y cinturones de seguridad. 
En 1975 se cambia la denominación por la de Mercedes-Benz N-1000 para las versiones con capacidad de una tonelada y N-1300 para las versiones de 1,3 toneladas. En 1976 en la N-1300 se adapta el motor OM 615 con una capacidad de 1988 cc y una potencia de 59 hp (43.5 kW) a 4.200 rpm.De la N-1000 se fabricarían 25.138 unidades entre 1975 y 1980. De la N-1300 por su parte se fabricarían 36.305 unidades en el mismo período.
El concepto básico del diseño fue de cabina adelantada (diseño frontal) con el motor instalado longitudinalmente, con tracción delantera y una carrocería no autoportante montada sobre bastidor independiente, los conjuntos más importantes fueron suministrados por Daimler-Benz.
Además de los mencionados modelos, en 1965 únicamente se fabricaron 54 unidades del prototipo F-1500-D, dotado del motor OM-636 y de una capacidad de carga de 1.500 kilos.
| Marca         | Modelo   | Años    | Unidades producidas | Motor cc | Motor cv |
| ------------- | -------- | ------- | ------------------- | -------- | -------- |
| DKW           | F-1000-L | 1963-72 | 14.525              | 981      | 38       |
| DKW           | F-1000-D | 1964-75 | 88.002              | 1767     | 40       |
| DKW           | F-1000-E | 1974-75 | 5.009               | 1767     | 40       |
| DKW           | F-1500-D | 1965    | 54                  | 1767     | 40       |
| Mercedes-Benz | N-1000   | 1975-80 | 25.138              | 1767     | 47       |
| Mercedes-Benz | N-1300   | 1976-80 | 36.305              | 1988     | 59       |
| Total         | -        | -       | 169.033             | -        | -        |

### En Argentina
El DKW F1000 L comienza a fabricarse en Argentina en 1969 por Industria Automotriz Santa Fe S.A. (I.A.S.F) como el utilitario Auto Union, fabricándose pocas unidades, ya que en 1969 I.A.S.F. cierra sus puertas y la carrocería es utilizada por I.A.M.E. para su línea de frontales Rastrojero F 71 hasta 1979.